# Neodon irene
Neodon irene är en däggdjursart som först beskrevs av Thomas 1911.  Neodon irene ingår i släktet Neodon och familjen hamsterartade gnagare. Inga underarter finns listade i Catalogue of Life.
Arten blir 80 till 108 mm lång (huvud och bål), har en 22 till 40 mm lång svans och 15 till 19 mm långa bakfötter. Pälsen är på ryggen mörk gråbrun, vid sidorna mera ockra och grå på buken. Även svansen är uppdelad i en brun ovansida samt en vit undersida. På toppen av händer och fötter förekommer ljusbrun päls.
Denna gnagare förekommer i bergstrakter i centrala och södra Kina. Habitatet utgörs av bergsängar och buskskogar. En upphittad hona var dräktig med tre ungar.